# Iso-Kaskinen, Otajärvi
Iso-Kaskinen är en ö i Finland. Den ligger i sjön Otajärvi och i kommunerna Letala, Raumo och Raumo och landskapen  Egentliga Finland och Satakunta, i den sydvästra delen av landet, 200 km nordväst om huvudstaden Helsingfors. Öns area är 6,6 hektar och dess största längd är 370 meter i öst-västlig riktning.